# Sitamon
| i | mn · n | G39 | t |

| i | mn · n | G39 | t |

Sitamon (także Satamon, egip. Córka Amona) – najstarsza córka faraona Amenhotepa III i królowej Teje.
Była ulubienicą ojca i cieszyła się niezwykle wysoką pozycją w królewskiej rodzinie. Około roku 31. dostąpiła największego wyniesienia, stając się królewską małżonką obok swej matki. Jej spraw doglądał słynny Amenhotep syn Hapu, który pełnił funkcję Wielkiego Zarządcy księżniczki Sitamon. Miała ona własny pałac, posiadłości i meble, z których kilka znalazło się w grobowcu jej dziadków – Juja i Czuju. Jednym z najpiękniejszych znalezisk jest ozdobny fotel. Na jego oparciu widnieje scena, która ukazuje siedzącą Sitamon. Odbiera ona złoty naszyjnik, który podaje jej służąca. Księżniczka ma na sobie długa suknię i szeroki naszyjnik. Na jej czole zamiast podwójnego ureusza widnieją dwie głowy gazeli. Głowę zdobi krótka peruka oraz wymyślna korona z kwiatów lotosu. W rękach trzyma sistrum oraz naszyjnik menit, co łączy ją z boginią Hathor. Sitamon określona jest jako Najstarsza Córka Króla, który ją kocha. Później księżniczka otrzymała najwyższy tytuł Wielkiej Małżonki Królewskiej, jednak nigdy nie przewyższyła rangą swej matki. Nie wiadomo, czy był to tytuł wyłącznie honorowy, czy też doszło do skonsumowania małżeństwa. Nie ma danych świadczących niezbicie, że księżniczka miała ze swym ojcem dziecko.
Sitamon została pochowana prawdopodobnie w grobie Amenhotepa III w zachodniej części Doliny Królów. Być może należy do niej mumia z grobowca KV35, zwana Młodszą Damą, zidentyfikowana jako córka Amenhotepa III i Teje oraz matka Tutanchamona.

## Rodowód
| 4. Totmes IV |  |                  |  |  |            |
|              |  | 2. Amenhotep III |  |  |            |
| 5. Mutemuja  |  |                  |  |  |            |
|              |  |                  |  |  | 1. Sitamon |
| 6. Juja      |  |                  |  |  |            |
|              |  | 3. Teje          |  |  |            |
| 7. Czuju     |  |                  |  |  |            |
|              |  |                  |  |  |            |